# الکساندر نوسکی
الکساندر نِوسکی (روسی: Алекса́ндр Яросла́вич Не́вский؛ زاده ۳۰ مهٔ ۱۲۲۰ درگذشته ۱۴ نوامبر ۱۲۶۳) یک نجیب‌زاده و یکی از قهرمانان مبارزه با آلمانی‌ها و سوئدی‌های مهاجم و اهل روسیه بود.